# Tachina acuminata
Tachina acuminata là một loài ruồi thuộc chi Tachina trong họ Tachinidae. Loài này có thể được tìm thấy ở Mexico và Mỹ.